# Georges Antenen

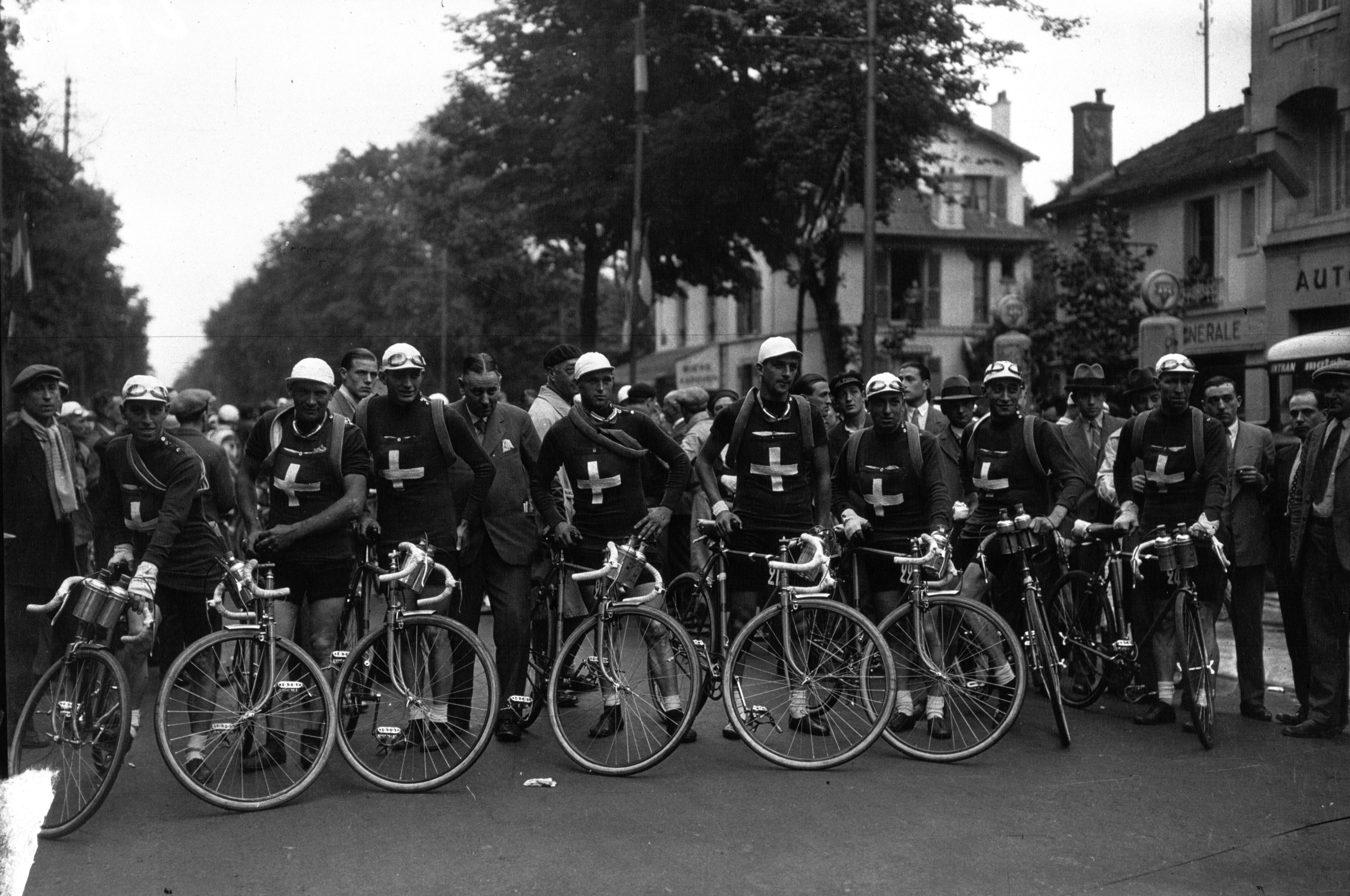
Antenen als Mitglied der Schweizer Mannschaft bei der Tour 1932 (r.)

Georges Antenen (* 20. Dezember 1903 in La Chaux-de-Fonds; † 25. März 1979 ebenda) war ein Schweizer Radrennfahrer.

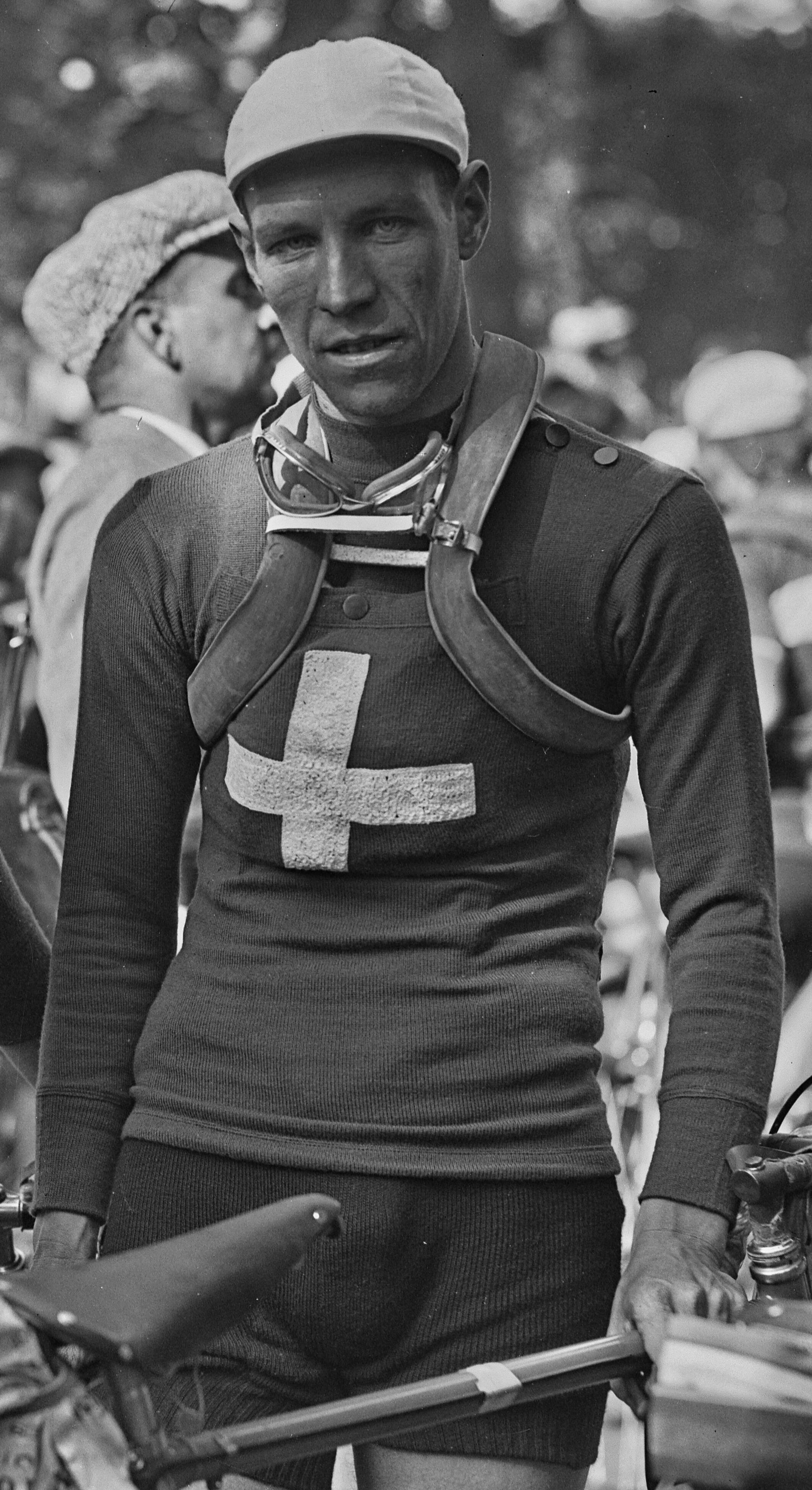
Georges Antenen (r.) bei der Tour de France 1931

1923 wurde Georges Antenen Dritter bei den Strassenweltmeisterschaften der Amateure vor heimischem Publikum in Zürich, 1926 Schweizer Strassenmeister der Amateure. Anschliessend trat er zu den Profis über (bis 1935). Er gehörte gemeinsam mit seinen Konkurrenten und Freunden Kastor Notter, der auch sein Schwager war, und Heiri Suter zu den stärksten Strassenfahrern der Schweiz in den 1920er und Anfang der 1930er Jahre.
In den folgenden Jahren siegte Antenen bei mehreren Straßenradrennen, wie der Ostschweizer Rundfahrt (1928), der Tour de Haute-Savoie (1928), der Berner Rundfahrt (1928 und 1930), der Tour du Lac Léman (1928 und 1932) und dem Circuit de Haute Savoie. 1931 nahm er an der Deutschlandrundfahrt teil, dreimal (1931, 1932 und 1933) an der Tour de France, dreimal an der Tour de Suisse (1933, 1934, 1935 mit dem besten Ergebnis 1933, als er 22. des Endklassements wurde) und einmal am Giro d’Italia (1928), jedoch ohne grösseren Erfolg. 1924 startete Antenen bei den Olympischen Sommerspielen in Paris im Strassenrennen; im Einzelrennen belegte er Platz 21, in der Mannschaftswertung Platz vier.
Dreimal wurde Georges Antenen Schweizer Strassenmeister. 
Georges Antenen war der Onkel des Fussballers und Schweizer Nationalspielers Charles Antenen und Bruder des Amateur-Rennfahrers Charles Antenen sen.